# Слобода (новине)
Слобода су дневне новине које су излазиле у Црној Гори.
Први број Слободе објављен је 26. фебруара 2018. године у Подгорици. Новине су штампане ћирилићним писмом. Директор је био Гојко Раичевић (уредник веб-сајта ИН4С), а главни уредник Данило Вуковић. Први бројеви новина су отежано стизали до купаца јер нису постављани на видна мјеста (као остале дневне новине), а у неким продајним ланцима их није било могуће купити. Преко љета 2018. године новине су "привремено" престале са излажењем уз најаву да ће наставити у септембру, што се није десило.